# جرت جک
جرت جک (انگلیسی: Jarrett Jack؛ زادهٔ ۲۸ اکتبر ۱۹۸۳) بازیکن بسکتبال اهل ایالات متحده آمریکا است.

## حرفه
از باشگاه‌هایی که در آن بازی کرده‌است می‌توان به ایندیانا پیسرز، پورتلند تریل بلیزرز، گلدن استیت واریرز، نیو اورلینز پلیکانز، تورنتو رپترز، و بروکلین نتس اشاره کرد.